# قرار مجلس الأمن التابع للأمم المتحدة رقم 1557
قرار مجلس الأمن 1557، المتخذ بالإجماع في 12 آب / أغسطس 2004، بعد إعادة التأكيد على قراراته السابقة بشأن العراق، ولا سيما القراران 1500 (2003) و 1546 (2004)، مدد المجلس ولاية بعثة الأمم المتحدة لتقديم المساعدة إلى العراق فترة اثني عشر شهرًا أخرى. تمت صياغة القرار من قبل المملكة المتحدة والولايات المتحدة.
وجدد مجلس الأمن تأكيد سيادة العراق ووحدة أراضيه ودور الأمم المتحدة فيه. ورحب بتعيين الممثل الخاص للأمين العام، أشرف قاضي، من قبل الأمين العام كوفي عنان. بتمديد ولاية بعثة الأمم المتحدة لمساعدة العراق لمدة اثني عشر شهرًا إضافية،  وأعلن المجلس عزمه على مراجعة تفويضه إذا طلبت ذلك من الحكومة العراقية.

## روابط خارجية
- نص القرار في undocs.org